# Maesa dependens
Maesa dependens är en viveväxtart som beskrevs av Ferdinand von Mueller. Maesa dependens ingår i släktet Maesa och familjen viveväxter. Inga underarter finns listade i Catalogue of Life.